# Тутанхамон: Прокляття гробниці (фільм, 2006)
Тутанхамон:Прокляття гробниці, також відомий як «Прокля́ття Тутанхамо́на» —  телевізійний фантастичний пригодницький фільм 2006 року режисера Рассела Малкей. В ролях: Каспер ван Дін, Леонор Варела, Джонатан Гайд.

## Сюжет
У Стародавньому Єгипті Тутанхамон, хлопчик-фараон, який помер молодим, насправді був посланий Богом сонця Ра, щоб захистити людей від безлічі демонів, які втекли з загробного світу і спричинили хаос в Єгипті. З благословенням Ра, Тутанхамону вдається подолати злого бога Сета. Він знищує смарагдовий щит і цим самим відправляє себе й Сета в пекло, а чотири шматка смарагдового щита розлітаються по всьому світу.
У 1922 році, Денні Фрімонт, археолог, шукає останній шматок щита, який, як вважають знаходиться в гробниці Тутанхамона. Він знайшов перші три штуки раніше, але вони були вилучені у нього його суперником, Морганом Сінклером. Сінклер перебуває на службі в Раді пекельного полум'я, таємного комітету сформованого групою впливових людей зі всього світу, які хочуть підкорити собі світ за допомого чорної магії. Також пекельна рада хоче отримати смарагдовий щит, щоб досягти своєї мети — світового панування. Сінклер використовує вплив у Раді пекельного полум'я, щоб завдати шкоди Фрімонту та його репутації. Завдяки своїм впливовим зусиллям Сінклер залишає Фрімонта без роботи. Але останній не збирається здаватись.
Фрімонта не лякають труднощі, з якими він стикається. З допомогою своїх приятелів, йому вдається переконати кількох людей, в тому числі скептичного єгиптолога на ім'я Азилія Баракат, приєднатися до нього в його пошуках, щоб знайти гробницю Тутанхамона і останній шматочок щита. Після довгих розкопків Фрімонту та його команді вдається знайти гробницю Тутанхамона. Сінклер намагається любими способами потрапити до гробниці, але в нього це не вдається(Фрімонт установив надзвичайний замок, який не дозволяє заходити постороннім). Незадоволений провалами Сінклера та успіхами Фрімонта магістр Ради пекельного полум'я дає йому останнє попередження.
Сінклер наймає Маргарет Зелле — танцюристку, яку потім шле до Фрімонта(в ролі шпигунки), щоб дізнатися, де знаходиться остання частинка смарагдового щита. Але бачучи, що Фрімонт вдало обводить її навколо пальця, переходить до рішучих дій.
Сінклер підкуповує друга Фрімонта — Ендрю Вокера. Той розповідає, де лежить остання частинку смарагдового щита, сподіваючись на винагороду в розмірі 1 млн.доларів яку Сінклер пообіцяв йому. Але замість цього Сінклер вбиває його. Остання частина все-таки потрапляє в руки Сінклера і Ради пекельного полум'я. Сінклер збирає всі чотири частини в гробниці, та за допомогою чорної магії поглинає силу щита, і випускає всіх демонів із пекла. Магістр пекельного полум'я бажає отримати смарагдовий щит і наказує знищити Сінклера. Але коли Сінклер поглинув силу щита він отримав надздібності. Він знищює найманця найнятого лордом Расселом силою думки. Викликавши всіх демонів Сінклер наказує їм знищити Денні Фрімонта та його послідовників і ті починають творити хаос на Землі. Після чого Сінклер знищює всіх членів пекельної ради котрі раніше знущались над ним.
Фрімонту та його товаришам вдалось викрасти смарагдовий щит у Сінклера після чого вони відправляються в гробницю, де відкривають портал в потойбічний світ. В пеклі, Фрімонту та його друзям вдається знайти і звільнити Тутанхамона, але хлопчик-фараон занадто слабкий, щоб допомогти їм. Між тим за ними йде Сінклер разом зі своїми посіпаками. Сінклер викликає Сета за допомогою щита і той поглинає його. В критичний момент, Баракат молиться Ра для розширення можливостей Тутанхамона і її бажання здійснюється. Тутанхамон повертається до життя, бореться та знищує Сета, і переносить Фрімонта та Баракат (тільки двох вцілілих) назад в свою гробницю. Перед від'їздом, Тутанхамон дякує їм та каже, що «все має бути, як було». Фрімонт і Баракат не розуміють, що це означає, і вони покидають гробницю, перш ніж вона закриється сама по собі.
На вулицях Каїра, Фрімонт і Баракат, нарешті, зрозуміли, що Тутанхамон мав на увазі, коли вони побачили, що всі негативні події, які сталися раніше були скасовані: їхні мертві товариші живі і здорові. Фрімонт дає карту Говарду Картеру з гробницею Тутанхамона; Картер стає всесвітньо відомим. Зрештою, в музеї старожитностей, Фрімонт пропонує Баракат вийти за нього, і вона погоджується.

## Ролі
- Каспер ван Дін, як Денні Фрімонт - археолог, який шукав гробницю Тутанхамона і Смарагдовий щит.
- Джонатан Гайд, як Морган Сінклер - суперник Фрімонта і єгиптолог з Ради пекельного полум'я.
- Леонор Варела, як Азилія Баракат - єгиптолог, який має романтичний інтерес до Фрімонта.
- Стівен Уоддінгтон, як Джейсон Макгріві - друг Фрімонта.
- Ніко Нікотера, як Ендрю Вокер - друг Фрімонта. У нього туберкульоз, але Сінклер дає йому ліки за інформацію про четвертий шматок щита. Сінклер вбиває його пізніше.
- Тет Воллі, як Рембрандт - ув'язнений, який приєднується до експедиції Фрімонта. Він є фахівцем з вибухових речовин.
- Брендан Патрікс, як Браян - британський аристократ, який приєднується до Фрімонта у його експедиції.
- Патрік Тумі, як Бельмонд Жак - лідер групи французьких найманців, який приєднується до Фрімонта у його експедиції.
- Малкольм Макдавелл, як Натан Кернс - голова Ради пекельного полум'я.
- Саймон Келлоу, як Джордж Рассел - член Ради пекельного полум'я.
- Радеш Белвані, як Прокеж - музейний куратор, який виступає радником Сінклера.
- Робін Дас, як Махмуд - єгипетський екстрасенс, який допомагає Фрімонту та його друзям спілкуються з духом Тутанхамона.
- Парвін Дабас, як Юнань Хейкал - Єгипетський капітан поліції і наречений Баракат.
- Сувархала Нараянан як Маргарета Зелле - танцюристка, підіслана як шпигунка Сінклера в експедицію Фрімонта. Потім вона покидає Сенклера і допомагає Фрімонту.
- Девід Скофілд, як Гаррі Аксельрод - оператор, який записує відкриття Фрімонта.
- Франциско Бош як Тутанхамон - хлопчик-фараон.

## Виробництво
Він був знятий в Джайпурі і Мумбаї в Індії.

## Прем'єри
- Іспанія - 11 квітень 2006
- Велика Британія - 17 квітень 2006
- Нідерланди - 29 липень 2006
- Японія - 23 грудень 2006
- Франція -3 січня 2007
- Німеччина - 6 січня 2007
- Угорщина - 14 квітень 2007

## Реліз
Фільм дебютував в Іспанії 11 квітня 2006 року. Прем'єра фільму відбулася на каналі "Холлмарк" 27 травня 2006 року. Перший DVD-реліз був у Японії 23 грудня 2006 року.

## Відгуки
На сайті Screen Junkies «Тутанхамон: Прокляття гробниці» увійшов до списку фільмів про відкриття стародавніх гробниць, де творінню Рассела Маллкехі була дана в цілому позитивна оцінка. 